# Lepena (Bovec)
Lepena é um assentamento localizado no município de Bovec na Eslovênia. Possuía uma população estimada de 37 habitantes em 2020.